# Joseph Boakye Danquah
Joseph Kwame Kyeretwie Boakye Danquah, né le 18 décembre 1895 et mort le 4 février 1965 à Nsawam (en), est un homme politique, universitaire, anglophile, avocat et homme d'État ghanéen. Il exerce des fonctions politiques au Ghana pré et postcolonial, anciennement la Côte-de-l'Or.
Durant sa carrière politique, Joseph Danquah est l'un des principaux opposants du président ghanéen et leader indépendantiste Kwame Nkrumah, contre lequel il aurait commis des actes de terrorisme plus tard dans sa vie. Danquah est qualifié de « doyen de la politique de la Gold Coast » par la Commission Watson (en) sur les Émeutes d'Accra en 1948.

## Jeunesse et éducation
Joseph Danquah est né le 18 décembre 1895 à Bepong, Ghana (en), dans la province de District de Kwahu Est (en), dans la région orientale du Ghana (alors la Côte-de-l'Or). Il est issu de la famille royale des Ofori Panin Fie (en), autrefois souverains des États d'Akyem, et l'une des familles les plus influentes de la politique ghanéenne. Son frère aîné est Ofori Atta I (en) et son fils est l'acteur Paul Danquah (en) .
À l'âge de six ans, Joseph Danquah commence sa scolarité à l'école de la Mission de Bâle à Kyebi. Il fréquente ensuite l'école secondaire de la Mission de Bâle à Begoro, Ghana (en). Après avoir réussi ses examens de septième année en 1912, il est embauché comme commis par Vidal J. Buckle, avocat à Accra, un emploi qui éveille son intérêt pour le droit.
Après avoir réussi les examens de la fonction publique en 1914, Joseph Danquah devient greffier à la Cour suprême de la Gold Coast, ce qui lui donne l'expérience nécessaire pour être nommé par son frère, Ofori Atta I (en), devenu chef deux ans plus tôt, comme secrétaire du tribunal d'Omanhene (en) à Kyebi. Suivant l'influence de son frère, Danquah est nommé secrétaire adjoint de la Conférence des chefs suprêmes de la province orientale, qui reçoit plus tard la reconnaissance statutaire pour devenir le Conseil provincial oriental des chefs. Son talent incite son frère à l'envoyer en Grande-Bretagne en 1921 pour étudier le droit.
Après deux tentatives infructueuses d'inscription à l'Université de Londres, Joseph Danquah réussit en 1922, ce qui lui permet d'intégrer l'University College de Londres en philosophie. Il obtient sa licence en 1925, grâce à la bourse John Stuart Mill en philosophie de l'esprit et de la logique. Il entreprend ensuite un doctorat en philosophie, obtenu en deux ans grâce à une thèse intitulée « La fin morale comme excellence morale ». Il devient le premier Ouest-Africain à obtenir un doctorat en philosophie d'une université britannique. Parallèlement à sa thèse, il entre à l'Inner Temple et est admis au barreau en 1926.
Durant ses études, il a deux fils et deux filles de deux femmes différentes, qu'il n'épouse pas. À Londres, Joseph Danquah met un terme à ses études pour s'engager dans la vie politique étudiante, devenant rédacteur en chef du magazine de l'Union des étudiants d'Afrique de l'Ouest (en) (WASU) et en devenant président.

## Carrière
Joseph Danquah se lance dans la pratique juridique privée à son retour au Ghana en 1927. En 1929, il participe avec J. E. Casely Hayford à la fondation de la Gold Coast Youth Conference (GCYC) et est secrétaire général de 1937 à 1947. En 1931, il fonde The Times of West Africa, appelé à l'origine le West Africa Times, qui est le premier quotidien au Ghana publié entre 1931 et 1935. Une chronique intitulée Women's Corner est écrite sous un pseudonyme par Mabel Dove, fille de l'éminent avocat Frans Dove. Elle devient sa première épouse en 1933, lui donnant un fils. Danquah épouse ensuite Elizabeth Vardon. En 1935, il devient membre exécutif des Amis africains internationaux d'Abyssinie (en), une organisation panafricaniste basée à Londres.

### Politique
Joseph Danquah devient membre du Conseil législatif en 1946 et milite activement en faveur d'une législation indépendantiste pour la ceinture centrale des Akan de la Gold Coast. En 1947, il est membre fondateur de la Convention de la Gold Coast unie (en) (UGCC), un parti indépendantiste fondé par George Alfred Grant, regroupant chefs, universitaires et avocats, Robert Benjamin Blay, RA Awoonor-Williams, Edward Akufo-Addo et Emmanuel Obetsebi-Lamptey. Kwame Nkrumah est invité à devenir secrétaire général du nouveau parti. En 1948, à la suite d'un boycott des importations européennes initié par un chef à Accra et des émeutes qui suivent à Accra, il est l'un des « Les six grands (Ghana) (en) » (les autres étant Nkrumah, Akufo-Addo, Obetsebi-Lamptey, Ako Adjei et William Ofori Atta) qui sont détenus pendant un mois par les autorités coloniales.
Ses recherches historiques l'amène à accepter la proposition de Nkrumah selon laquelle, à l'indépendance, la Gold Coast serait rebaptisée Ghana d'après le premier empire africain du même nom. Cependant, Danquah et Nkrumah sont par la suite en désaccord sur la direction du mouvement d'indépendance et se séparent après deux ans. Nkrumah forme ensuite le Convention People's Party (CPP) et obtient finalement l'indépendance du Ghana et devient le premier président du Ghana.

#### Fondation de l'Université du Ghana
Son rôle dans la création de l'Université du Ghana, la première et la plus grande université du Ghana, est toujours un sujet de débat public car elle est construite par Kwame Nkrumah, alors Premier ministre du Ghana. Parmi d'autres individus et groupes de la Gold Coast et de l'Afrique de l'Ouest, il plaide également pour sa création en 1948 après qu'un rapport britannique sur l'enseignement supérieur en Afrique de l'Ouest ait recommandé qu'un seul collège universitaire, situé au Nigeria, en association avec l'Université de Londres, serait réalisable pour l'ensemble de l'Afrique de l'Ouest.

#### Arrestation, détention et mort
Joseph Danquah se présente comme candidat à la présidence contre Nkrumah en avril 1960, mais perd l'élection. Le 3 octobre 1961, il est arrêté en vertu de la loi sur la détention préventive, pour implication dans des projets visant à renverser le gouvernement du Parti communiste du Ghana (PCP) et à assassiner Nkrumah. Il est libéré le 22 juin 1962. Il est ensuite élu président du barreau du Ghana
Il est de nouveau arrêté le 8 janvier, sans qu'aucune charge ne soit retenue contre lui. Il est victime d'une crise cardiaque, certains prétendant qu'il a été torturé, et meurt en détention à la prison de Nsawam (en), le 4 février 1965.
Après le renversement du gouvernement du CPP en février 1966 par le Conseil de libération nationale (en) (NLC), il a droit à des funérailles nationales.

## Publications
Parmi ses écrits figurent Gold Coast: Akan Laws and Customs and the Akim Abuakwa Constitution (1928), une pièce intitulée The Third Woman (1943) et The Akan Doctrine of God (1944). Ce dernier livre démontre la compatibilité de la religion africaine avec le christianisme et est considéré comme une « étape importante » pour les protestants africains en quête de moyens de reconquérir leur héritage africain. Il n'avait aucune formation de théologien.

## Famille
Kwaku Boateng (en) et JB Danquah sont liés par mariage.

## Héritage
La série de conférences commémoratives J.B. Danquah est inaugurée en 1968 à la mémoire de Danquah, qui est également membre fondateur de l'Académie ghanéenne des arts et des sciences (GAAS). L'Institut Danquah (en) est un groupe de réflexion politique du Nouveau Parti patriotique (NPP) au Ghana. Il est créé en commémoration de son œuvre et pour promouvoir ses idées à titre posthume.
Cercle de Danquah (en), un rond-point à Osu (en) à Accra, est également nommé en son honneur.